# Casa de verão

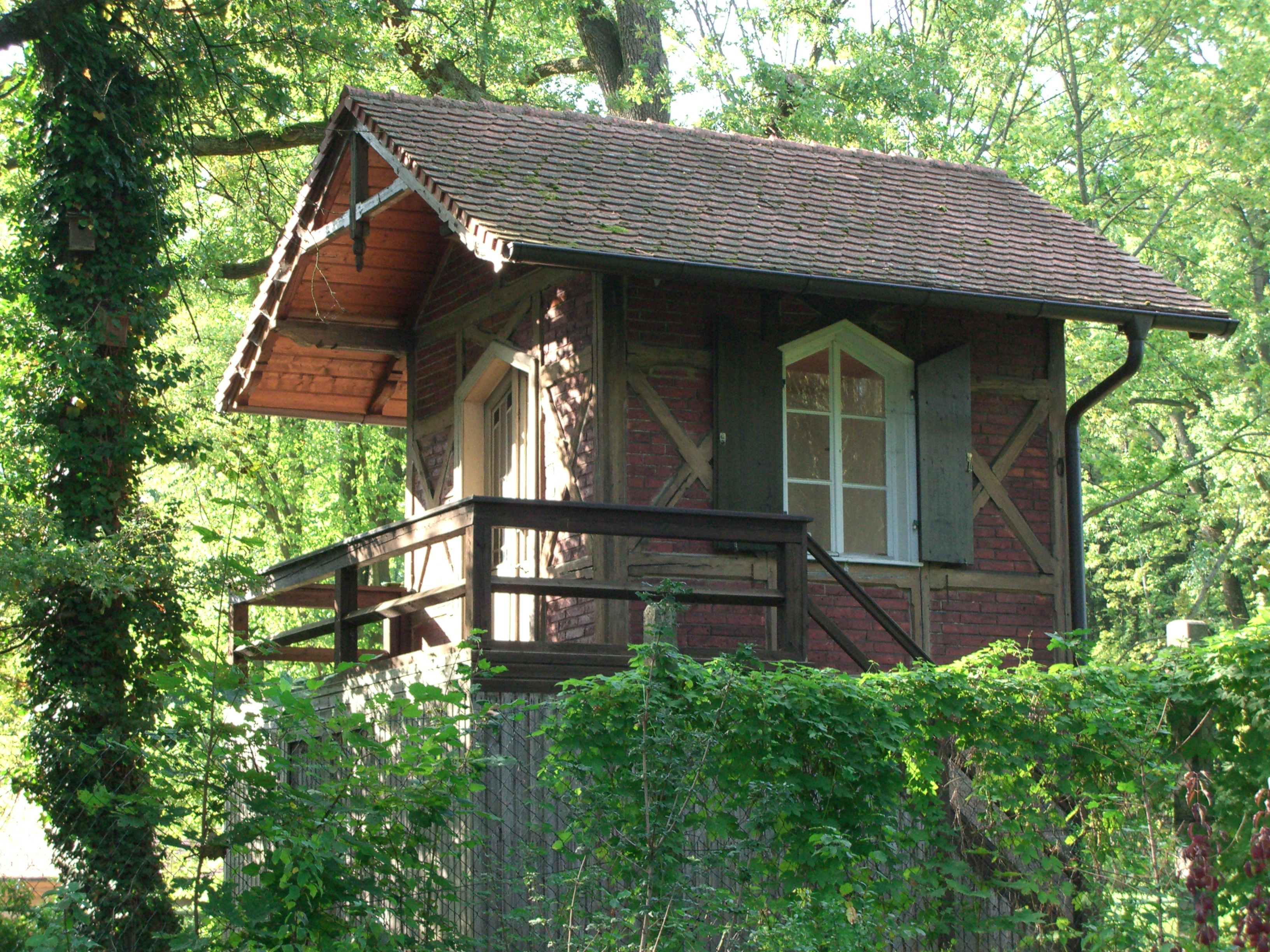
Uma casa de veraneio da Burgberg (ao lado do Burgberggarten), em Erlangen, Alemanha.

Uma casa de verão ou de veraneio, tradicionalmente se referia a uma construção ou abrigo utilizado para o relaxamento em climas quentes. Por isso muitas vezes tomam a forma de um telhado, como um pequeno edifício, mas também poderia ser construído em um jardim ou parque, muitas vezes, concebidos para proporcionar lugares obscuros de descanso ou para refúgio do calor do verão.
Também pode se referir a uma segunda residência, geralmente localizado em outro país, que oferece uma relaxante e fresca moradia para viver durante o verão, como uma propriedade de férias.

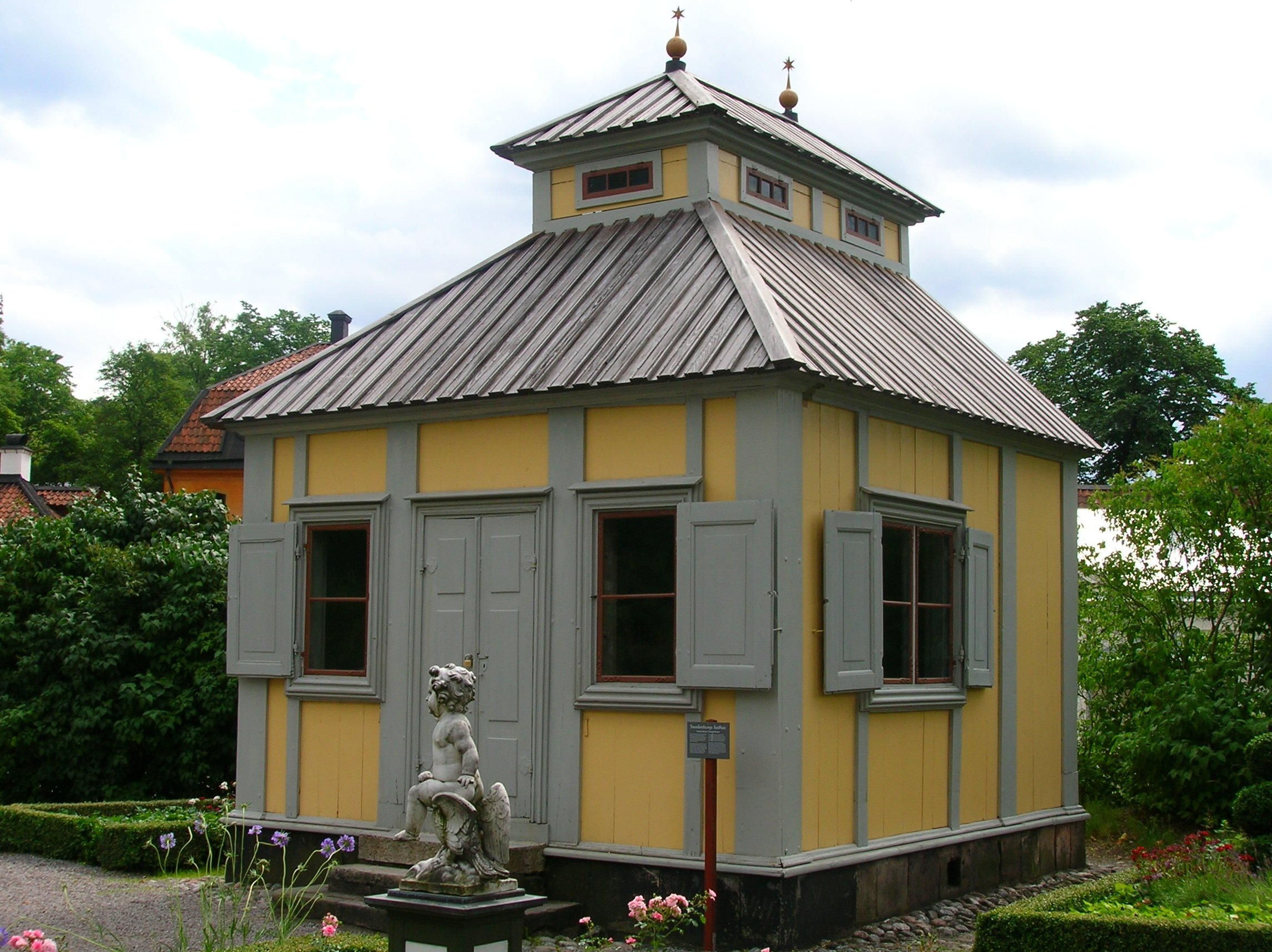
Casa de veraneio do autor sueco Emanuel Swedenborg no museu ao ar livre Skansen em Estocolmo na Suécia.
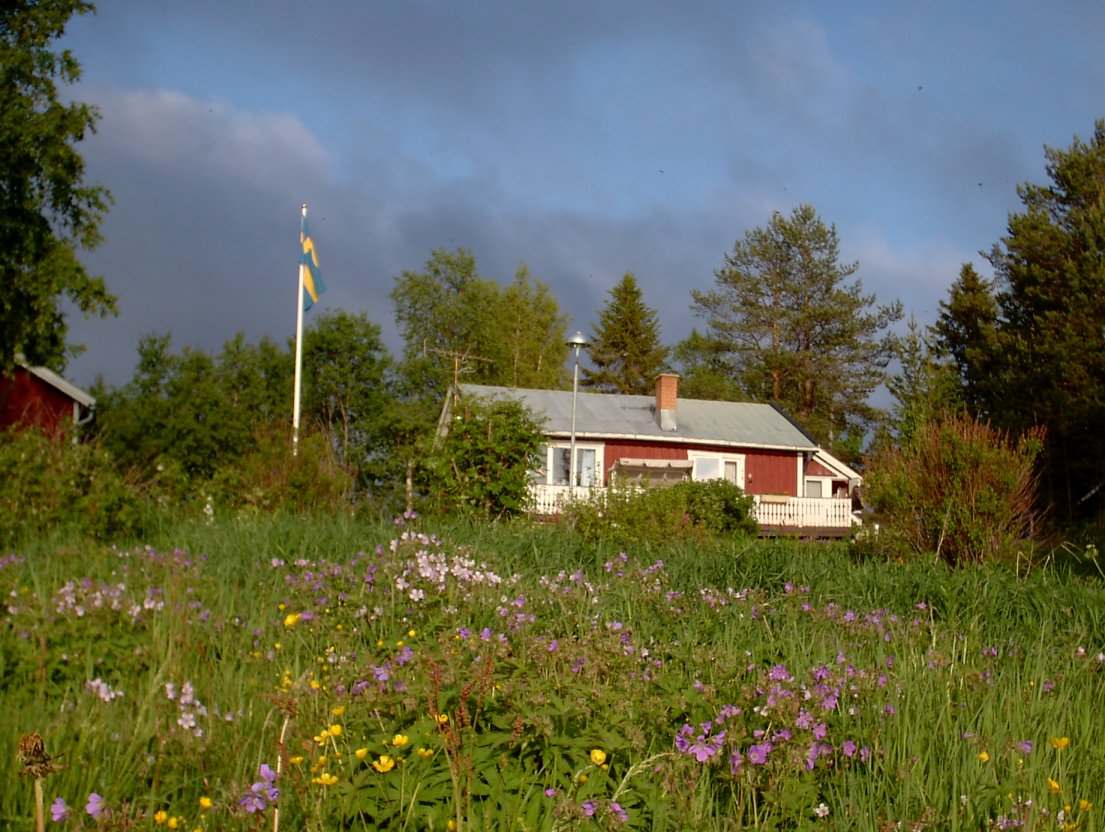
Casa de veraneio sueca.
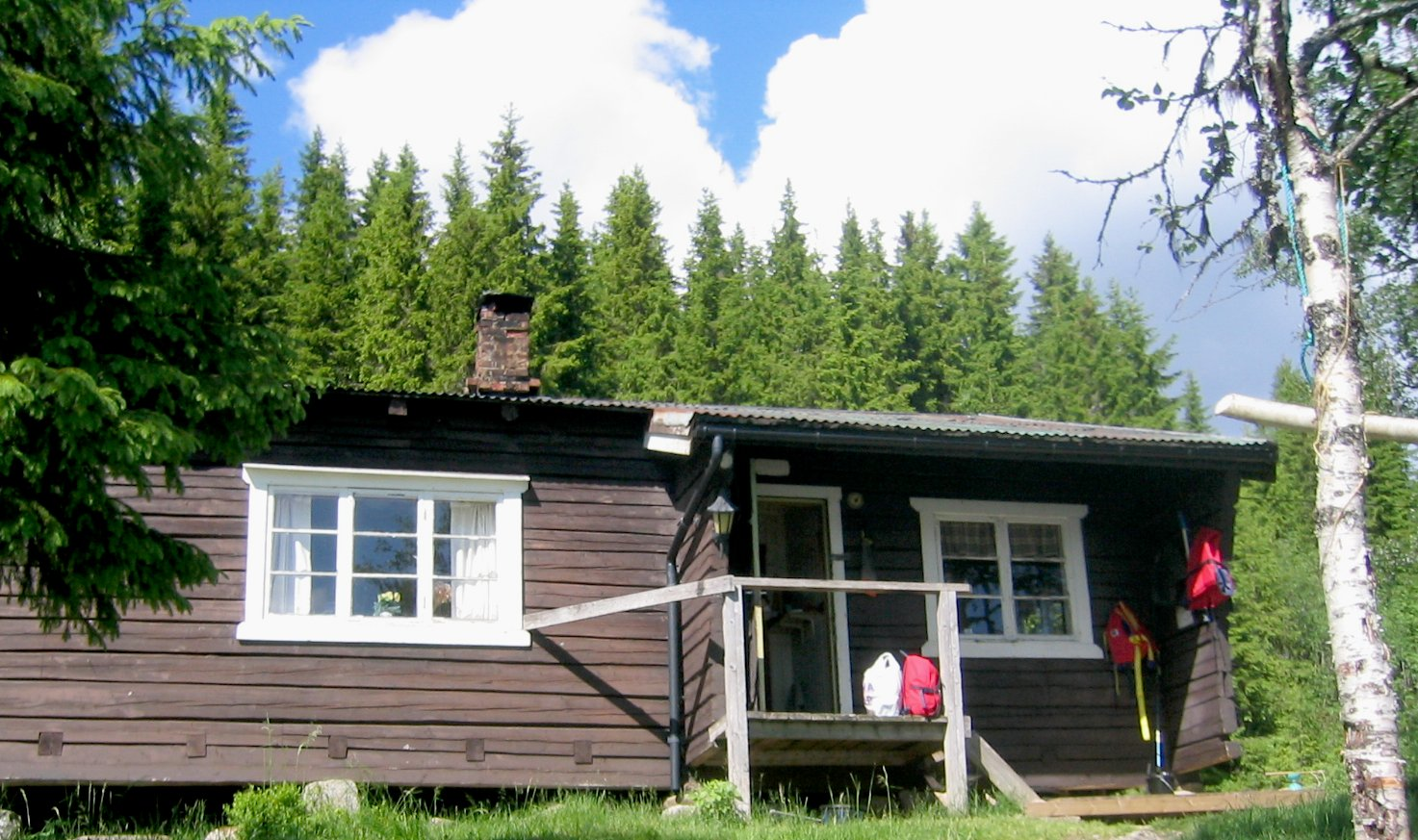
Casa de veraneio norueguesa.